# Глок (нож)

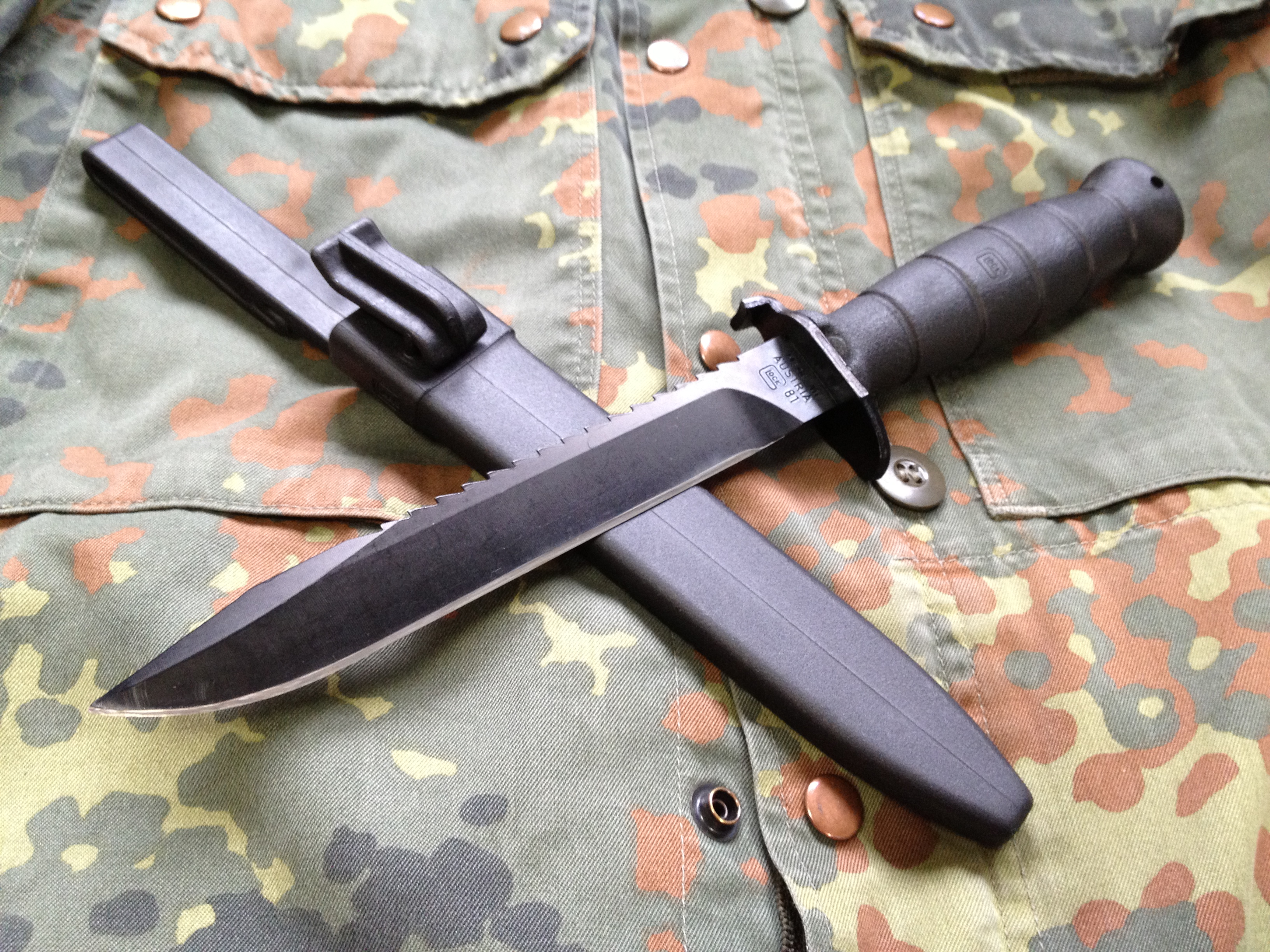
Нож для выживания FM 81 (Feldmesser 81) с пилообразными зубьями на тыльной стороне клинка и ножны

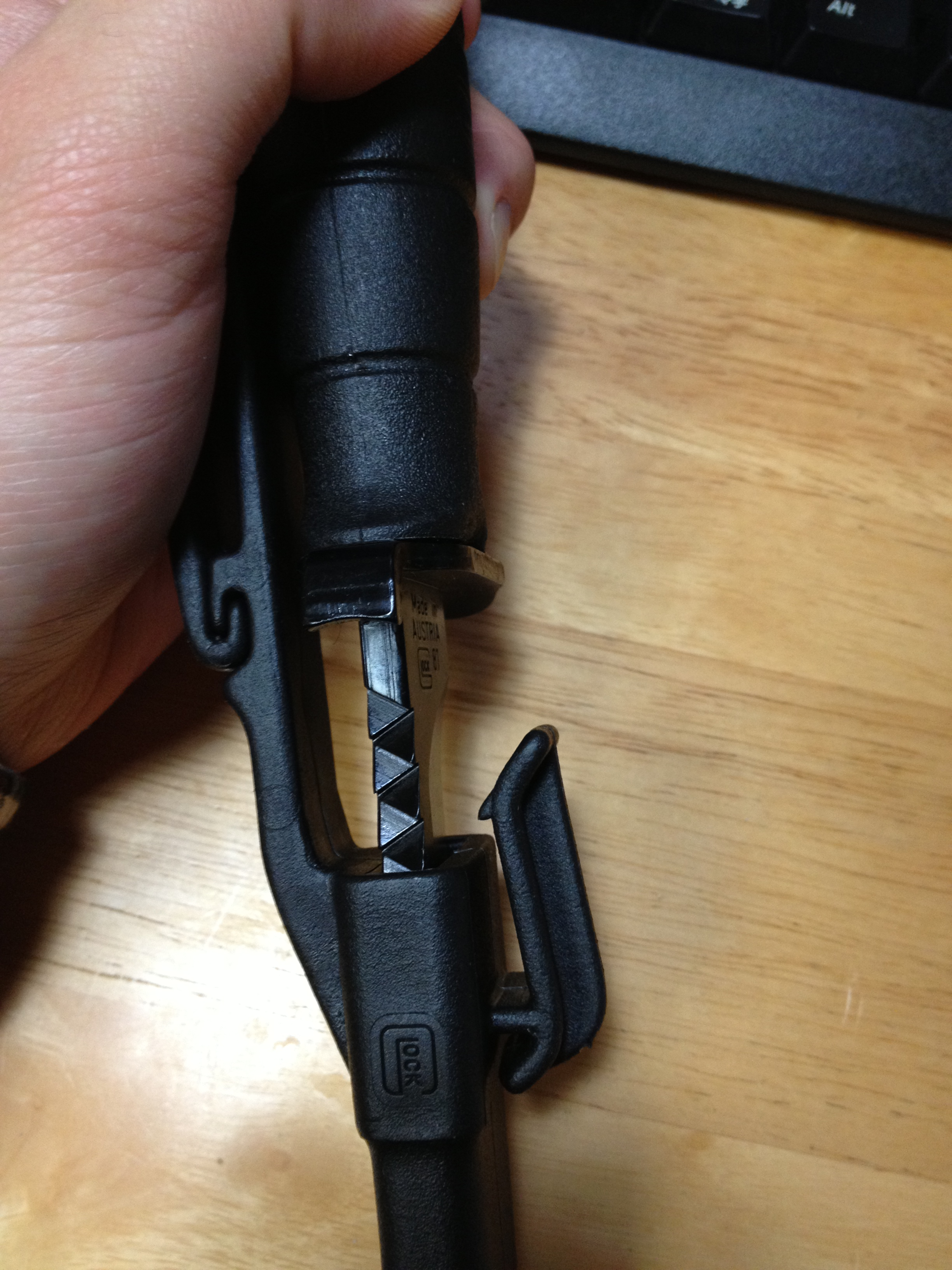
Крупный план ножа FM 81 (Feldmesser 81) с пилообразными зубьями на тыльной стороне клинка и зажимом для фиксации ножен.

Glock — линейка армейских ножей, разработанная и производимая компанией Glock Ges.mbH, расположенной в Дойч-Ваграме, Австрия. Его также можно использовать в качестве штык-ножа, установив на винтовку Steyr AUG.

## Конструкция
Ножи были разработаны в тесном сотрудничестве со спецподразделением Jagdkommando (дословно «Охотничье командование») австрийской армии и пригодны для метания.
Оба варианта ножа имеют лезвия, изготовленные из углеродистой стали SAE 1095 твёрдостью 55 HRC и имеющие электроосаждённое покрытие.
Рукоятки и ножны обоих вариантов изготовлены из фирменного полимера Glock. Материал рукоятки имеет меньшую твёрдость, чем полимер, используемый в пистолетах Glock, что позволяет избежать возможных проблем с хрупкостью, но он также менее устойчив к царапинам. Изначально были доступны в оливково-сером, чёрном, сером и песочном цветах а в настоящее время доступна в цветах «боевой зелёный», «чёрный», «серый» и «тёмно-земляной». Верхняя крестовина наклонена вперёд, что позволяет использовать нож в качестве штыка на винтовке Steyr AUG. Его можно использовать как открывалку для бутылок.
Полимерные ножны оснащены зажимом для удержания ножа, поясным зажимом для крепления к ремню шириной до 60 мм и дренажное отверстие внизу.
Ножи первого поколения имели круглый логотип Glock на ножнах, лезвии и рукоятке. На более поздних версиях современный логотип Glock находится в тех же местах, а на клинке над логотипом выгравирована надпись «Сделано в Австрии» (Made in Austria).

## Варианты
В настоящее время Glock производит две модели ножей:
- Полевой нож FM 78 (Feldmesser 78) — классический полевой нож со 165-мм клинком, общей длиной 290 мм и весом 206 г.
- Нож выживания FM 81 (Feldmesser 81) имеет те же габариты, что и FM 78, но с добавлением зубьев на тыльной стороне лезвия и весом 202 г.

## На вооружении
- Австрия: Вооружённые силы

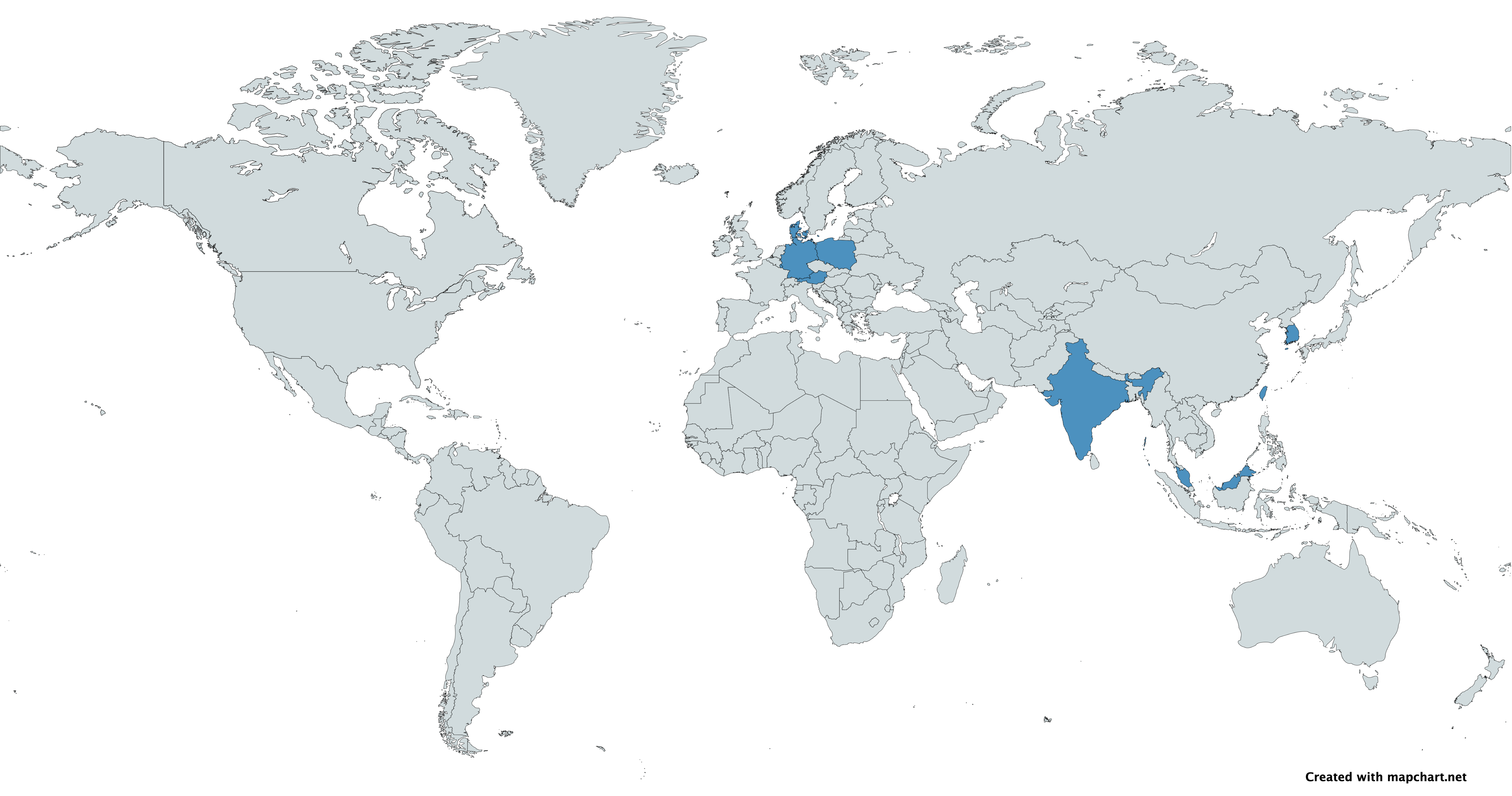
Страны-эксплуатанты ножей Glock (отмечены синим цветом)

  - FM 78 (под обозначением FM 78 или FMsr 78)[7]
- Дания: Сухопутные войска
  - FM 78 (под обозначением Feltkniv M/96, NSN 1095-22-262-1779)
- Германия: Спецподразделение GSG9
  - FM 78
- Индия:
  - Войска специального назначения
  - Национальная гвардия безопасности (NSG)
  - Специальная группа защиты (SPG)
- Люксембург
- Малайзия: Pasukan Gerakan Khas
  - FM 81
- Польша: Военная жандармерия
  - FM 78 и FM 81
- Китайская Республика: Вооружённые силы
  - FM 78 и FM 81
- Республика Корея: 707-й батальон
  - FM 78